# Chicago Crime Commission
Die Chicago Crime Commission (CCC) ist eine Organisation zur Beobachtung organisierter Kriminalität, Korruption etc. in Chicago. Sie verfügt über ein Budget von rund 500.000 US-Dollar und wird seit 2006 von Jeannette P. Tamayo geleitet.

## Geschichte

### Reformbewegungen
Vor der Gründung der Chicago Crime Commission hatte es auch andere Versuche der Bürger gegeben, illegale Aktivitäten in der Stadt zu bekämpfen. Bereits seit Anfang des 20. Jahrhunderts hatten sich verschiedene Reformbewegungen gegründet. Sie wollten erreichen, bekannte Lasterviertel der Stadt zu schließen, um die Prostitution einzudämmen. Insbesondere das Viertel „The Levee“ im First Ward war im Visier dieser Reformer, in welchem insbesondere der Mobster Jim Colosimo hauptsächlich operierte.
Frühere Versuche die Vorgänge in bestimmten Bezirke anzuprangern, wurden beständig durch regierende Politiker und der von ihnen kontrollierten Verwaltung verhindert oder ignoriert. Darunter fiel u. a. auch der Bericht der Chicago Vice Commission. Als Nachfolgeinstitution – insbesondere gegen Colosimos Interessen – sollte sich das Committee of Fifteen (de: Komitee der Fünfzehn) etablieren, welches bereits 1908 gegründet worden war. Im August startete Bürgermeister Harrison unter Druck des Komitees und der Bevölkerung erste Razzien gegen einige Objekte.
Zu einer wichtigen Person, die maßgeblich am Kampf gegen die organisierte Kriminalität beteiligt war, wurde der Staatsanwalt für den Bundesstaat Illinois, John E. Wayman. Dieser wurde von der Law and Order League unter Arthur Burrage Farwell zunehmend unter Druck gesetzt, sollte er nicht ernsthaft gegen die entsprechenden Bezirke vorgehen. Im Oktober 1912 begann nun Wayman offen verschiedene „Etablissements“ mit Razzien anzugreifen und verdächtige Personen zu verhaften.

### Gründung
Die Chicago Crime Commission* wurde 1919 durch 35 Gründungsmitglieder erschaffen; das gleiche Jahr als Al Capone nach Chicago kam. Die Stadt galt bereits vor der US-amerikanischen Alkoholprohibition 1919–1933 als korrupte Stadt. Mit den Profiten des Alkoholschmuggels nahm jedoch das Bandenwesen, insbesondere etwa durch den Konflikt zwischen dem Chicago Outfit und der North Side Gang, überhand.
Gründungsanlass waren die notorisch gewordenen Raubüberfälle auf Lohngelder geworden, welche sich die Geschäftswelt nicht mehr bieten lassen wollte. Henry Barrett Chamberlain, ein ehemaliger Journalist, machte als „active operating director“ die Organisation zu dem, was sie heute ist.

### Öffentlichen Feinde
1930 veröffentlichte die Commission unter ihrem Vorsitzenden Frank J. Loesch eine Liste von „Öffentlichen Feinden“ (en: „Public Enemy“), die von Al Capone dem Boss des Chicago Outfit angeführt wurde. Die Liste erhöhte den Verfolgungsdruck auf die darin gelisteten Personen enorm.
- Al Capone wurde seit der Veröffentlichung in Chicago Tribune als „Staatsfeind Nr.1“ (en:„Public Enemy No.1“) bezeichnet; 1931 konnte er dann wegen Steuerhinterziehung angeklagt und verurteilt werden.
- Jack McGurn war dadurch für das Outfit wertlos geworden, da er bei jeder Gelegenheit verhaftet und kontrolliert wurde. 1936 wurde er erschossen.
- Frank Nitti, der auf der ursprünglichen Liste gar nicht erwähnt war, wurde wegen der öffentlichen Aufmerksamkeit, die als (offizieller) Nachfolger von Capone auf ihn überging, als Boss von Paul Ricca abgesetzt und beging 1943 Selbstmord.

Das FBI übernahm später die Idee dieser Liste und publiziert seitdem die meistgesuchten Personen des FBI: FBI Ten Most Wanted Fugitives.

### Neun Anzeichen
Allerdings beschränkte sich insbesondere zwischen 1928 und 1970 die Arbeit nicht nur auf das reine Beobachten der Vorgänge, die CCC sponserte bewaffnete Privatarmeen, die in Schießereien mit den Mobstern verwickelt wurden, übte Druck auf US-amerikanische Präsidenten aus und avancierte auf diese Weise zur einzigen Ansprechstelle für Bürger, welche der korrupten Polizei nicht mehr trauen wollten.
1951 trat Vergil Peterson als prominenter Zeuge in einer Anhörung im Fernsehen auf und warnte vor der Verbindung lokaler Syndikate zu landesweit tätigen Gruppen. 1967 benannte er als der Vorsitzende neun Anzeichen, an denen symptomatisch die Existenz organisierten Verbrechens erkannt werden könnte:
| Englisches Original                                              | Deutsche Übersetzung                                              |
| 1. Social acceptance of hoodlums in decent society               | Soziale Akzeptanz von Gaunern in der anständigen Gesellschaft     |
| 2. Your community’s indifference to ineffective local government | Unfähige, ineffiziente Gemeinschaften, Verwaltungen etc. vor Ort  |
| 3. Notorious mobster personalities in open control of businesses | Bekannte Berufs-Verbrecher üben offen geschäftliche Kontrolle aus |
| 4. Deceptive handling of public funds                            | Betrügerischer Umgang mit Öffentlichen Geldern                    |
| 5. Interest at very high rates to poor risk borrowers            | Hohen Zinsen für Kreditnehmer mit wenig Sicherheiten              |
| 6. Close association of mobsters and local authorities           | Enge Verbindungen von Mobstern und örtlichen Autoritäten          |
| 7. Arson and bombings                                            | Brandstiftung und Bomben                                          |
| 8. Terrorized legitimate businesses                              | Legale Unternehmen werden terrorisiert                            |
| 9. Easily found gambling, narcotics and prostitution             | Offensichtlichkeit von Glücksspiel, Drogen und Prostitution       |

Anhand dieser Kriterien war die Commission immer wieder in der Lage Strukturen in Chicago aufzudecken und insbesondere die Bosse des Chicago Outfit zu identifizieren. in einem Report von 1997 wurde z. B. John „No Nose“ DiFronzo als Boss benannt und der Polizeioffizier Pierre Zonis vom 23. Bezirk als Assoziierter entlarvt. Demnach verfügt das Outfit weiterhin über drei „Streetcrews“; zu seiner besten Zeit waren es sieben gewesen.

## Liste von 1930
Auch die erste Liste der Commission vom 24. April 1930 war nicht fehlerfrei; so fehlten u. a. Charles Nicoletti und Salvatore Giancana, während Hymie Weiss bereits seit 1926 tot war. Die Chicago Tribune veröffentlichte eine kürzere und veränderte Liste:
| Original | Tribune | Name                        | Geburt    | Tod        | Spitzname/Alias                    | Bande/Gruppe             | Anmerkung                        |
| -------- | ------- | --------------------------- | --------- | ---------- | ---------------------------------- | ------------------------ | -------------------------------- |
| 1.       | 1.      | Capone, Al                  | 1899      | 1947       | „Scarface“                         | Chicago Outfit           | ab da „Staatsfeind Nr.1“         |
| 2.       |         | Volpe, Anthony              | 1903      | 1965       | „Mops“                             | Chicago Outfit           |                                  |
| 3.       | 2.      | Capone, Ralph               | 1894      | 1974       | „Bottles“                          | Chicago Outfit           | Bruder von Al Capone             |
| 4.       | 3.      | Rio, Frank(lin)             | 1895      | 1935       | „Shotgun“/Frank Cline, James Costa | Chicago Outfit           |                                  |
| 5.       | 4.      | McGurn, Jack                | 1903      | 1936       | „Machine Gun“/Jack Demore          | Chicago Outfit           | Valentinstag-Massaker            |
| 6.       | 5.      | Weiss, Earl                 | 1898      | 1926       | „Hymie“                            | North Side Gang          |                                  |
| 7.       |         | Fanelli, Rocco              |           |            |                                    | Chicago Outfit           | Bodyguard von Al Capone          |
| 8.       |         | Mangano, Lawrence           | unbekannt | 1944       | „Dago“                             | Chicago Outfit           |                                  |
| 9.       |         | Zuta, Jacob U.              | 1888      | 1930       | „Jack“/J.H. Goodman                | Chicago Outfit           | 1927 Wechsel zur North Side Gang |
| 10.      | 6.      | Guzik, Jake                 | 1886      | 1956       | „Greasy Thumb“                     | Chicago Outfit           | Finanzier und Berater            |
| 11.      |         | Diamond, Frank              |           |            | „Immune, The“/Frank Maritote       | Chicago Outfit           |                                  |
| 12.      | 7.      | Moran, George               | 1893      | 1957       | „Bugs“                             | North Side Gang          |                                  |
| 13.      |         | Aiello, Giuseppe            | 1890      | 1930       | „Joe(y)“                           | Chicago Outfit           | Unione Siciliana                 |
| 14.      | 9.      | O’Donnell, James Edward     | 1889      | 1962       | „Spike“                            | O’Donnell Mob, Southside |                                  |
| 15.      | 10.     | Saltis, Joe                 | 1894      | 1932       | „Polack Joe“                       | Saltis-McErlane Gang     | Assoziiert mit dem Outfit        |
| 16.      |         | McErlane, Frank             | 1894      | 1932       |                                    | Saltis-McErlane Gang     | Assoziiert mit dem Outfit        |
| 17.      |         | McErlane, Vincent           | unbekannt | 1947       |                                    | Saltis-McErlane Gang     | Bruder von Frank                 |
| 18.      |         | Niemoth, William            | 1895      | 1970       |                                    | O’Donnell Mob            |                                  |
| 19.      |         | Stanton, Danny              | unbekannt | 1943       |                                    | Sheldon Gang             | Assoziiert mit dem Outfit        |
| 20.      | 11.     | O’Donnell, Myles            | unbekannt | 1933       |                                    | O’Donnell Mob, Northside | Allianz mit dem Outfit           |
| 21.      | 12.     | Lake, Frank                 |           |            |                                    | Valley Gang              |                                  |
| 22.      | 13.     | Druggan, Terry              | 1902, um  | 1943       |                                    | Valley Gang              | Allianz mit dem Outfit           |
| 23.      | 15.     | O’Donnell, William          |           |            | „Klondike“                         | O’Donnell Mob, Northside |                                  |
| 24.      |         | Barker, George              |           |            | „Red“                              | Chicago Outfit           |                                  |
| 25.      |         | White, William              | 1900      | 1934       | „Three Finger Jack“                | Chicago Outfit           |                                  |
| 26.      |         | Genero, Joseph              |           |            | „Peppy“                            | Chicago Outfit           | Bombenexperte des Outfit         |
| 27.      |         | Mongoven, Leo               | 1896      | 1980, nach | Leo McGovern                       | North Side Gang          | Bodyguard von „Bugs“ Moran       |
| 28.      | 16.     | Sammons, James              |           | 1960       | „Fur“                              | O’Donnell Mob            |                                  |
|          | 8.      | Nicoletti, Charles          | 1916      | 1977       | „Chuckie“                          | Chicago Outfit           | Auftragsmörder                   |
|          | 14.     | Giancana, „Sam“ (Salvatore) | 1908      | 1975       | „Momo“ „Mooney“                    | Chicago Outfit           |                                  |